# Meccanica Taraschi
La Meccanica Taraschi è stata una casa automobilistica italiana, fondatrice dei marchi Urania, Giaur e Taraschi, attiva dal 1947 al 1961.
Costituita a Teramo da Berardo Taraschi, al termine della seconda guerra mondiale, la Meccanica Taraschi non lasciò passare molti mesi per trasformarsi da officina per la vendita e la manutenzione delle automobili, in casa costruttrice. Dal 1947 al 1948, infatti, realizzò una piccola serie di sette vetture con il marchio Urania, destinate alle competizioni "Sport" nella classe 750cm³ e alle gare F2 e F3. Gli autoveicoli erano costruiti su meccanica Fiat 500 "Topolino", con motore BMW boxer di derivazione motociclistica, montato in posizione anteriore o posteriore.
Le ottime doti di stabilità e leggerezza erano, però, fortemente penalizzate dalla scarsa potenza dei motori e alla fine del 1949 venne stretto un accordo con l'azienda romana Giannini, specializzata nella elaborazione di propulsori sportivi, costituendo il marchio Giaur, acronimo di Giannini Urania. Con questo marchio vennero costruite 48 vetture da competizione di varie tipologie, dalla monoposto alla gran turismo, dotate dei motori G1 e G2, quest'ultimo progettato dall'ing. Carlo Giannini.
Terminata la collaborazione con la Giannini, nel 1958, la produzione riprese sotto il marchio Taraschi e rimase attiva fino al 1961. In quegli anni furono realizzate 63 monoposto per la Formula Junior, dotate di motore Fiat 1100, montato su telaio tubolare.

## Modelli prodotti

### Urania
- Urania 750 Sport (1947)[1]
- Urania 750 Sport (1948)
- Urania 500 F.2 Compressore (1948)
- Urania 500 motore posteriore (1949)
- Urania 750 Sport (1949)

### Giaur
- Giaur 750 Sport (1949)
- Giaur F.3 500 (1949)
- Giaur 750 Berlinetta (1950)
- Giaur 750 Sport Champion (1953)
- Giaur 750 Berlinetta San Remo (1954)
- Giaur 750 Red Blitz (1954)
- Giaur 750 Record (1954)
- Giaur 750 Monoposto (1955)
- Giaur 750 Sport Record (1956)
- Giaur 750 Sport G2 (1958)
- Giaur 1100 Junior (1958)

### Taraschi
- Taraschi 1100 Junior De Dion (1958)
- Taraschi 1100 Junior sospensioni indipendenti (1960)
- Taraschi 1100 Junior USA (1960)